# Belle Haven (Accomack County, Virginia)
Belle Haven er en by i Accomack County i den amerikanske stat Virginia. Byen har 543(2020) indbyggere.